# Marek Mutor
Marek Jan Mutor (ur. 25 kwietnia 1979 we Wrocławiu) – polonista, historyk, doktor nauk historycznych. Założyciel i dyrektor Ośrodka „Pamięć i Przyszłość” oraz twórca Centrum Historii Zajezdnia. Od 2023 wicedyrektor ds. rozwoju Zakładu Narodowego im. Ossolińskich. Jest też prezesem Platformy Europejskiej Pamięci i Sumienia, pozarządowej organizacji międzynarodowej zajmującej się pamięcią ofiar totalitaryzmów XX wieku.
Jeden z twórców państwowego programu Patriotyzm Jutra. Był odpowiedzialny za organizację oficjalnych obchodów rocznicy wystosowania listu biskupów polskich do biskupów niemieckich, a także za koordynację państwowych obchodów 1050-lecia Chrztu Polski. Organizator projektów i wystaw historycznych m.in.: Solidarny Wrocław, Pociąg do Historii, Wrocław 1945–2016 (wystawa stała w Centrum Historii Zajezdnia). Specjalizuje się w biografii kard. Bolesława Kominka, autor licznych publikacji dotyczących powojennej historii Wrocławia.

## Życiorys
Pochodzi z Wrocławia. Absolwent filologii polskiej Uniwersytetu Wrocławskiego oraz studiów podyplomowych Akademii Liderów Kultury prowadzonych przez Uniwersytet Ekonomiczny w Krakowie. Należał do Prawa i Sprawiedliwości. W latach 2002–2009 był radnym Rady Miejskiej Wrocławia, a w latach 2006–2007 pełnił funkcję jej wiceprzewodniczącego. W 2007 odszedł z PiS i wstąpił do klubu radnych Rafała Dutkiewicza. W latach 2005–2006 oraz w 2016 roku dyrektor Narodowego Centrum Kultury. W latach 2007–2023 roku dyrektor Ośrodka „Pamięć i Przyszłość”, prowadzącego z jego inicjatywy od 2016 roku Centrum Historii Zajezdnia we Wrocławiu. 
Od czerwca 2017 Członek Rady Fundacji „Krzyżowa” dla Porozumienia Europejskiego. W latach 2017–2021 wchodził w skład Kolegium Historyczno-Programowego Europejskiego Centrum Solidarności. Zasiadał w Radzie Programowej olsztyńskiego Instytutu Północnego im. Wojciecha Kętrzyńskiego w kadencji 2020-2024. W maju 2021 roku powołany przez Prezydenta Wrocławia Jacka Sutryka na członka nowo powstałej Wrocławskiej Rady Turystyki – WROt. W 2020 roku obronił doktorat na Uniwersytecie Wrocławskim na podstawie rozprawy Kardynał Bolesław Kominek (1903–1974) – biografia. W listopadzie 2021 roku został wybrany na prezesa Platformy Europejskiej Pamięci i Sumienia, międzynarodowej organizacji działającej na rzecz rozszerzenia wiedzy o reżimach totalitarnych XX wieku. W 2022 pełnomocnik prezydenta Wrocławia ds. obchodów Roku Edyty Stein. W grudniu tego samego roku został zaakceptowany jako kandydat na I wicedyrektora Zakładu Narodowego im. Ossolińskich, a stanowisko to objął w lutym 2023 roku.

## Odznaczenia
- Brązowy medal Zasłużony Kulturze „Gloria Artis”[16].
- Medal za zasługi dla Stowarzyszenia Polaków Represjonowanych przez III Rzeszę[17].
- Medal Stulecia Odzyskanej Niepodległości (2023)[18]

## Publikacje
- Droga do Wrocławia. Życie i działalność ks. Bolesława Kominka w latach 1903–1956, Warszawa 2022, ISBN 978-83-8229-496-5